# Революции 1989 года
Антикоммунистические революции 1989 года (в западных странах применяется термин «Осень народов», в китайской историографии — «Резкие изменения в странах Восточной Европы») — политические и социальные процессы, вызванные советской «Перестройкой», произошедшие осенью 1989 года в странах социалистической ориентации Центральной и Восточной Европы и приведшие к смене власти во всех из них. За несколько лет были смещены все социалистические режимы Центральной и Восточной Европы. Произошедшие в Восточной Европе изменения значительно ускорили падение коммунистических режимов, распад Югославии и Советского Союза, роспуск Организации Варшавского договора и СЭВ.
Революции 1989 года берут своё начало в Польше, где с мая 1988 года начались массовые протесты и забастовки против режима ПОРП. Власть решила пойти на переговоры с главной оппозиционной организацией — профсоюзом «Солидарность». 4 июня 1989 года в стране прошли первые полусвободные выборы в парламент. В дальнейшем был восстановлен пост президента страны (июль 1989), а из конституции были исключены все упоминания социализма (декабрь 1989). Эти изменения спровоцировали аналогичные перемены в соседних странах. В Венгрии с августа по сентябрь 1989 года также проходили переговоры с оппозицией. 16—20 октября в стране был учреждён пост президента и разрешены многопартийные выборы, а уже 23 октября 1989 года Венгрия стала первой страной-саттелитом СССР, отказавшейся от социалистического строя. С сентября 1989 года революция перекинулась в ГДР, где после открытия Венгрией границы с Австрией (и тем самым разрушения «железного занавеса») много людей отправились в соседнюю с ГДР Западную Германию (ФРГ). Параллельно с этим усиливалось и протестное движение в самой Восточной Германии. 17 октября 1989 года генеральный секретарь СЕПГ Эрих Хонеккер подаёт в отставку, а 9 ноября начинается снос стоявшей с 1961 года Берлинской стены. ГДР демократизируется и идёт на сближение с ФРГ, что заканчивается объединением страны 3 октября 1990 года.
К середине ноября двумя непошатнувшимися режимами в Восточной Европе остались Чехословакия и Румыния. В первой студенческие демонстрации 17 ноября 1989 года переросли в массовые протесты, которые 24 ноября привели к отставке всего президиума ЦК КПЧ, а 29 ноября — к отмене её монополии на власть. 10 декабря президент Густав Гусак принял первое некоммунистическое правительство с 1948 года и ушёл в отставку. 29 декабря новым президентом страны стал бывший диссидент Вацлав Гавел. В апреле 1990 года страна меняет название, убрав из него слово «социалистическая». Межэтнические конфликты между чехами и словаками привели к распаду страны в ночь на 1 января 1993 года. Переход страны к демократии получил имя «Бархатная революция», а процесс распада — «бархатный развод». Румыния являлась самой изолированной среди стран Восточной Европы к концу 1989 года. 16 декабря 1989 года в городе Тимишоара начались протесты против выселения венгерского священника Ласло Тёкеша, быстро переросшие во всеобщие протесты против долгоправившего президента страны Николае Чаушеску. 22 декабря ему с женой пришлось бежать из страны, когда армия перешла на сторону протестующих, а 25 декабря они были схвачены армией и казнены. Противостояния на улицах Бухареста продолжались до 30 декабря. Румынская революция стала единственным кровавым смещением коммунистического правительства в странах Восточной Европы.
В оставшихся странах региона (Болгария, Югославия, Албания) основные перемены прошли в 1990 и 1991 годах. 10 ноября 1989 года в Болгарии был смещён многолетний генеральный секретарь ЦК БКП Тодор Живков, страна приступила к демократизации. В декабре 1989 года партия отказалась от своей монополии на власть, а в июне 1990 года в стране прошли первые с 1930-х годов свободные многопартийные выборы. В декабре 1990 года страна сменила название с «Народная Республика Болгария» на современное «Республика Болгария», что означало окончательный отказ от прежнего строя. В Югославии процессы демократизации сопровождались нарастанием межэтнических конфликтов. В 1990 году в её составных республиках прошли первые многопартийные выборы. С июня 1991 года по апрель 1992 года из состава страны вышли Словения, Хорватия, Босния и Герцеговина и Македония. Конфликты привели к кровопролитным югославским войнам, продлившимся около десяти лет. Окончательно Югославия распалась в 2006 году, когда из неё вышла Черногория. Албания, за счёт своей политики самостоятельного существования и раскола с СССР и Китаем пережила 1989 год, но с января 1990 года требования провести демократизацию появились и там. Первый секретарь ЦК АПТ Рамиз Алия согласился провести реформы. В марте 1991 года в стране прошли многопартийные парламентские выборы, на которых АПТ одержала победу. В конце апреля 1991 года страна отказывается от социалистического строя, а в 1992 году проводит новые парламентские выборы.

## С Востока на Запад
Реформы Михаила Горбачёва были скептически встречены такими коммунистическими лидерами, как Эрих Хонеккер (ГДР), Тодор Живков (НРБ), Густав Гусак (ЧССР). Визит Михаила Горбачёва в Китайскую Народную Республику 15 мая 1989 года вызвал протесты на площади Тяньаньмэнь.
Вместе с тем, во время Холодной войны страны Восточной Европы уже предпринимали три попытки реформ — Венгрия (1956, была подавлена советскими войсками), Чехословакия (1968, пресечена вторжением Армий стран Варшавского договора), Польская Народная Республика (1980, выступления профсоюза «Солидарность» закончились введением военного положения Войцехом Ярузельским).
Советский военный фактор играл достаточно большую роль в стабильности коммунистических правительств и после этих событий, однако по мере развития перестроечных процессов СССР начал постепенно отходить от «Доктрины Брежнева», а 23—25 октября 1989 года официально заявил об отказе от использования силы против своих сателлитов. Это стало поворотным моментом в советской внешней политике.
Новая политика Союза ССР была неофициально названа в западных странах «Доктриной Синатры» по его песне «My Way».
Наблюдался эффект «снежного кома», причём не было зависимости от наличия экономических и социальных условий, благоприятных для демократии, однако происходило ускорение хода событий. После того как СССР в августе 1989 года примирился с приходом к власти некоммунистических сил в Польше, прилив американской демократизации захлестнул страны социалистического лагеря одну за другой: Венгрию в сентябре, ГДР в октябре, Чехословакию и Болгарию в ноябре, Румынию в декабре. Широко известна условная формула длительности событий, сформулированная английским политологом Тимоти Гартон-Эша:

В Польше она заняла десять лет, в Венгрии — десять месяцев, в Восточной Германии — десять недель, в Чехословакии — десять дней, в Румынии — десять часов.

### Польша
После объявления Войцехом Ярузельским военного положения в 1981 году профсоюз «Солидарность» продолжил свою деятельность нелегально. Значительную поддержку оказывала Католическая церковь. Важную роль для польского общественного мнения сыграло избрание папой римским этнического поляка, гражданина социалистического государства Кароля Войтылы (Иоанн Павел II, 16 октября 1978).
В 1988 году «Солидарность» сумела инициировать общенациональную забастовку и вынудить Войцеха Ярузельского сесть за стол переговоров. 9 марта 1989 года обе стороны договариваются о парламентской реформе: польский парламент становится двухпалатным. Сейм превращается в нижнюю палату, верхняя палата (Сенат) формируется в ходе выборов.
В апреле 1989 года «Солидарность» была вновь легализована, и приняла участие в парламентских выборах 4 и 18 июня 1989 года. Кандидаты «Солидарности» занимают 35 % мест в Сейме (65 % занимают Польская объединённая рабочая партия и другие союзные ей партии в соответствии с Соглашением круглого стола — договором между правительством и оппозицией), 99 из 100 мест в Сенате. Результаты выборов ставят под вопрос легитимность коммунистического режима. Последний коммунистический премьер-министр Чеслав Кищак не смог сформировать правительство и ушел в отставку менее чем через месяц после назначения.
В результате в сентябре 1989 года формируется первое некоммунистическое правительство, к концу года приступившее к радикальным экономическим реформам. Ярузельский оставался президентом до декабря 1990 года, когда его сменил Лех Валенса. Трансформация политического строя в Польше была окончательно завершена в октябре 1991 года, когда на полностью свободных выборах был избран новый парламент.

### Венгрия
В 1988 году был смещён Генеральный секретарь правящей Венгерской социалистической рабочей партии (ВСРП) Янош Кадар. В том же году парламент принимает «демократический пакет» законов: плюрализм профсоюзов, свободу собраний, партий и прессы, новый закон о выборах, радикальный пересмотр конституции и др.
В октябре 1989 года ВСРП собралась на свой последний съезд и переформировалась в Венгерскую социалистическую партию, стоящую на позициях социал-демократии. На исторической сессии 16—20 октября парламент одобрил многопартийные парламентские выборы и прямые выборы президента. Страна была переименована из Венгерской Народной Республики в Венгерскую Республику.

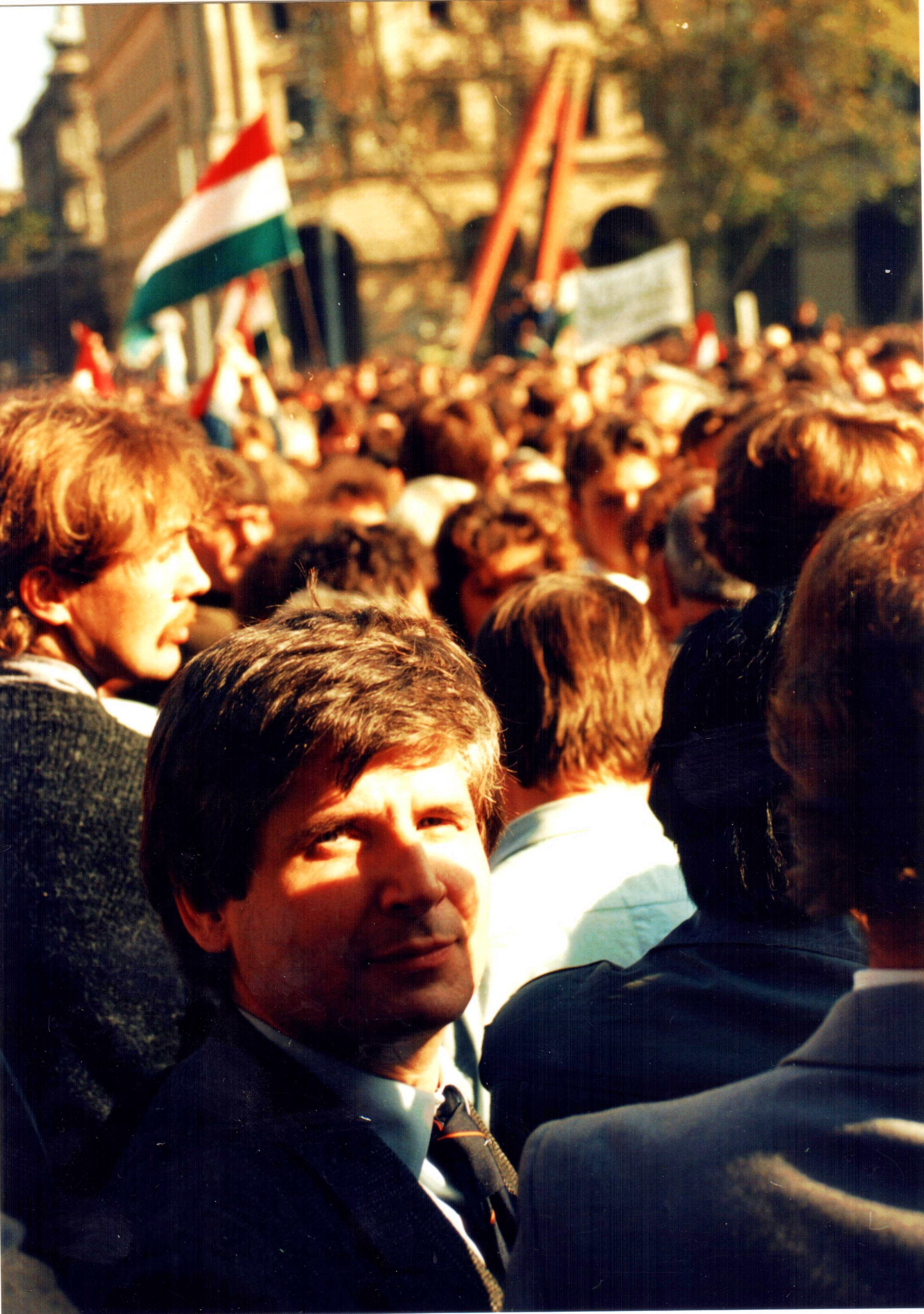
Провозглашение Республики Венгрия. 23 октября 1989 г.

Венгерская «революция» 1989 года коренным образом отличалась от событий в Чехословакии, ГДР и Румынии, где разрыв с прошлым был неожиданным и драматичным. Переход к новой политической системе в Венгрии стал результатом мирного переговорного процесса, развернувшегося в стране летом 1989 года, механика перехода определялась коренными изменениями, произошедшими внутри правящей партии. Конфликт между реформаторами из ВСРП и демократической оппозицией не носил идеологического характера, существовало согласие относительно того, что общество и экономика Венгрии должны быть трансформированы по модели развитых либеральных демократий за сравнительно короткий промежуток времени и при этом следует выполнять рекомендации международных финансовых организаций. Вопрос стоял о том, кто возглавит процесс преобразований. Таким образом, занимавшие ключевые позиции технократы-прагматики во главе с премьер-министром Миклошем Неметом отказались от коммунистических догм и открыто пошли на демократизацию.

### ГДР
Когда в мае 1989 под влиянием перестройки в Советском Союзе партнёр ГДР по Варшавскому договору — Венгрия уничтожила укрепления на границе со своим западным соседом Австрией, руководство ГДР не собиралось следовать её примеру. Но вскоре оно потеряло контроль над стремительно разворачивавшимися событиями. Тысячи граждан ГДР потянулись в другие восточноевропейские страны в надежде попасть оттуда в Западную Германию. Уже в августе 1989 дипломатические представительства ФРГ в Берлине, Будапеште и Праге вынуждены были прекратить приём посетителей из-за наплыва жителей ГДР, добивавшихся въезда в западногерманское государство. Сотни восточных немцев бежали на Запад через Венгрию.
4 сентября 1989 года в Лейпциге после проповеди пасторов лютеранской церкви Святого Николая Кристиана Фюрера и Кристофа Вонеберга (нем. Christoph Wonneberger) 1200 человек, большая часть из которых не поместилась в здании церкви, провели шествие под лозунгом «Мы — народ!» (нем. «Wir sind das Volk!») с требованиями гражданских свобод и открытия границ ГДР. Демонстрация, прошедшая через неделю, вызвала реакцию властей, аресту подверглось более 50 человек. Через месяц на центральную площадь Лейпцига вышло 70 000 человек. 16 октября демонстрация собрала 120 000 человек, а через неделю, по некоторым данным, около 320 000 человек, что составляло большую часть населения города. Введенные в город войска в целях избежания кровопролития были оставлены в казармах. Параллельно демонстрации шли в других городах ГДР на улицы выходило от 300 до нескольких десятков тысяч человек. Ключевую, объединяющую роль в протестном движении играла церковь, недовольные происходящими в стране процессами граждане ощутили всеобъемлющую поддержку как со стороны протестантской, так и католической церквей; по словам Маркуса Меккеля, министра иностранных дел ГДР в 1990 году, «это было единственное место для свободного общения и размышлений».
Эти демонстрации оказали огромное влияние на политические процессы, шедшие в ГДР, на них сформировались сначала как демократические объединения, а потом как партии такие организации, как «Новый форум», «Социал-демократическая партия», «Союз 90».
Когда 11 сентября 1989 венгерское правительство объявило об открытии границ, Берлинская стена потеряла свой смысл: в течение трёх дней ГДР покинули через территорию Венгрии 15 тысяч граждан.
4 ноября в Берлине состоялся массовый митинг с требованиями соблюдения свободы слова и свободы собраний, который был согласован с властями.

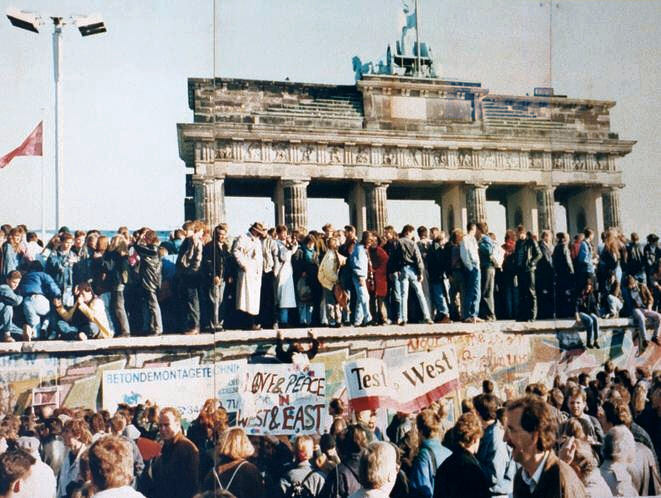
Берлинская стена с взобравшимися на неё немцами на фоне Бранденбургских ворот.

9 ноября 1989 в 19 часов 34 минуты, выступая на пресс-конференции, которая транслировалась по телевидению, представитель правительства ГДР Гюнтер Шабовски огласил новые правила выезда и въезда из страны. Согласно принятым решениям, со следующего дня граждане ГДР могли получить визы для немедленного посещения Западного Берлина и ФРГ. Сотни тысяч восточных немцев, не дожидаясь назначенного срока, устремились вечером 9 ноября к границе. Пограничники, не получившие приказов, пытались сперва оттеснить толпу, использовали водометы, но затем, уступая массовому напору, вынуждены были открыть границу. Встречать гостей с Востока вышли тысячи жителей Западного Берлина. Происходящее напоминало народный праздник. Ощущение счастья и братства смыло все государственные барьеры и преграды. Западноберлинцы, в свою очередь, стали переходить границу, прорываясь в восточную часть города.
…Прожекторы, толкотня, ликование. Группа людей уже ворвалась в коридор пограничного перехода, до первого решетчатого заграждения. За ним — пятеро смущённых пограничников, — вспоминала свидетельница происходившего — Мария Майстер из Западного Берлина. — Со сторожевых вышек, уже окружённых толпой, смотрят вниз солдаты. Аплодисменты каждому «Трабанту», каждой смущённо приближающейся группе пешеходов… Любопытство гонит нас вперёд, но присутствует и страх, что может произойти что-то ужасное. Сознают ли пограничники ГДР, что это сверхохраняемая граница сейчас нарушается?… Мы идём дальше… Ноги идут, разум предостерегает. Разрядка наступает только на перекрёстке… Мы просто в Восточном Берлине, люди помогают друг другу монетами на телефон. Лица смеются, язык отказывается повиноваться: безумие, безумие. Световое табло показывает время: 0 часов 55 минут, 6 градусов тепла. Ночь с 9 на 10 ноября 1989. Ночь с 9 на 10 ноября 1989.«Volkszeitung», 1989, 17 november. № 47
В течение последующих трёх дней Запад посетили более 3 миллионов человек. 22 декабря 1989 открылись для прохода Бранденбургские ворота, через которые была проведена граница между Восточным и Западным Берлином. Берлинская стена ещё стояла, но всего лишь как символ недавнего прошлого. Она была разбита, расписана многочисленными граффити, рисунками и надписями, берлинцы и посетители города старались унести на память кусочки, отбитые от некогда могущественного сооружения.
В результате массовых протестов руководство СЕПГ ушло в отставку (24 октября — Эрих Хонеккер, 7 ноября — Вилли Штоф, 13 ноября — Хорст Зиндерман). Но уже 6 неделями позже, сменивший Хоннекера на постах Генерального секретаря ЦК СЕПГ и Председателя Государственного совета ГДР Эгон Кренц, тоже уходит в отставку со всех постов.
К власти приходят реформаторы. В начале декабря 1989 года новым Председателем СЕПГ стал Григор Гизи, председателем Государственного совета ГДР — Манфред Герлах, председателем Совета министров — Ханс Модров.
На выборах 18 марта 1990 года победил ХДС, Премьер-министром ГДР стал Лотар де Мезьер, Председателем Народной Палаты ГДР и и. о. Президента — Сабина Бергман-Поль. Новое правительство ГДР начало интенсивные переговоры с правительством ФРГ по вопросам германского объединения.
В октябре 1990 последовало вступление земель бывшей ГДР в ФРГ, и Берлинская стена была за несколько месяцев снесена. Лишь малые части её решено сохранить как памятник для последующих поколений.

### Чехословакия
Чехи стали свидетелями падения так называемого железного занавеса, которое наступило с падением Берлинской стены. В ответ на события в Восточной Германии, и в отсутствие какой-либо реакции СССР, начались массовые митинги. 17 ноября 1989 начались столкновения студентов с полицией. 27 ноября в стране прошла общая двухчасовая забастовка, 20 ноября количество демонстрантов выросло с 200 тыс. до полумиллиона. 28 ноября Компартия Чехословакии объявила об отказе от монополии на власть.

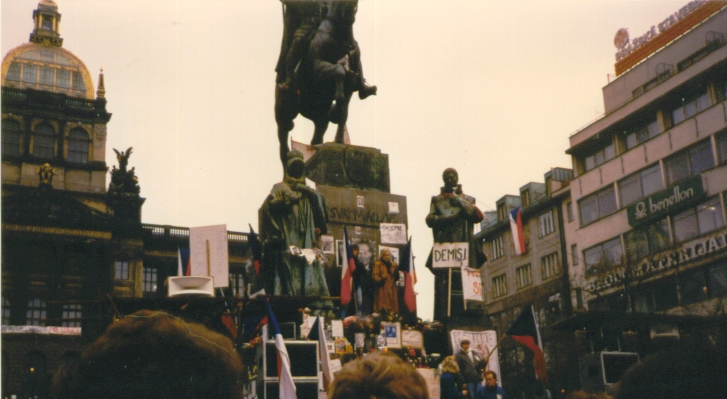
Митинг на Вацлавской площади в Праге

10 декабря лидер коммунистов Густав Гусак принял первое некоммунистическое правительство с 1948 года, и подал в отставку. Начался демонтаж укреплений на границе Чехословакии с Западной Германией.
28 декабря Александр Дубчек избран спикером парламента, 29 декабря Вацлав Гавел — президентом.

### Болгария
10 ноября 1989 лидер Народной Республики Болгария Тодор Живков был смещён Политбюро ЦК Болгарской коммунистической партии, для населения это стало полной неожиданностью. Cмена многолетнего руководителя страны на Петра Младенова привела к либерализации общественной жизни, массовым митингам и образованию новых политических сил. В ноябре 1989 в Софии начинаются демонстрации под экологическими предлогами, быстро переросшие в требования политических реформ.
13 оппозиционных организаций 7 декабря объединились в коалиционный Союз демократических сил (СДС), председателем его координационного совета был избран Желю Желев.
В феврале 1990 Болгарская коммунистическая партия отказалась от монополии на власть и марксистско-ленинской модели общественного развития. В апреле 1990 после общепартийного референдума болгарских коммунистов партия была преобразована в Болгарскую социалистическую партию (БСП), занявшую социал-демократические позиции.
В июне 1990 прошли первые свободные выборы с 1931 года. Их выиграла БСП, получившая 211 место из 400, но это была пиррова победа. Занявший второе место со 144 мандатами СДС победил в крупных городах, включая столицу. Сторонники оппозиции начали кампанию гражданского неповиновения, депутаты СДС в парламенте использовали обструкционистскую тактику. Власть принадлежала БСП, но она вынуждена была делать то, что диктовала улица, направляемая СДС. В результате 6 июля подал в отставку с поста президента Пётр Младенов. 23 июля из мавзолея вынесли тело Г. Димитрова. 1 августа парламент избрал президентом Ж. Желева.
26 августа в здании ЦК БСП произошёл сильный пожар при невыясненных обстоятельствах. Взаимные обвинения социалистов и оппозиции, не подкреплённые доказательствами, сопровождались уличными стычками. Экономическая ситуация ухудшалась, рос дефицит товаров первой необходимости, в сентябре были введены талоны на продукты. Новые и традиционные профсоюзы проводили митинги протеста. Возглавлявшееся с февраля 1990 Андреем Лукановым правительство социалистов вынуждено было 29 ноября подать в отставку, несмотря на большинство БСП в парламенте.
В декабре было сформировано коалиционное правительство СДС, БСП и Болгарского земледельческого народного союза во главе с беспартийным юристом Димитром Поповым. 1 февраля 1991 началась экономическая реформа с либерализацией цен и девальвацией валюты. Скачок цен был очень сильным. Принятый в феврале Закон о земле предполагал реституцию земельной собственности, кооперативы подлежали ликвидации.
12 июля Болгария первой из постсоциалистических стран приняла новую Конституцию. В октябре состоялись парламентские выборы, по итогам которых коалиционное правительство сформировали СДС, занявший первое место со 110 мандатами из 240, и Движение за права и свободы, представляющее интересы туркоязычных граждан (24 мандата). БСП заняла второе место со 106 депутатами.
Хотя в 1991 году Тодор Живков был отдан под суд, он избежал судьбы Николае Чаушеску.

### Румыния
В Румынии, в отличие от других стран Восточной Европы, не было даже ограниченной десталинизации. В ноябре 1989 года 71-летний Николае Чаушеску переизбрался на очередной 5-летний срок на пост лидера правящей Румынской коммунистической партии.
16 декабря «Секуритате» арестовала этнического венгра священника Ласло Тёкеша. В тот же день взбунтовался город Тимишоара. Николае Чаушеску, вернувшись в страну после официального визита в Исламскую Республику Иран, обратился к народу. Однако его выступление не оказало воздействия на недовольных. Западные радиостанции, вещание которых на территорию Румынии широко развернулось с территории Венгрии и других соседних стран, широко информировали о событиях в Тимишоаре.
Чаушеску приказал применить силу, но 22 декабря военные неожиданно перешли на сторону демонстрантов. В стране прошли вооруженные столкновения регулярных войск с силами службы государственной безопасности «Секуритате». Вместе с армией восставшие взяли здание ЦК РКП. Чаушеску вместе с женой Еленой пытался спастись на вертолёте, но был арестован, а затем приговорён к смерти и расстрелян.
К власти пришёл Фронт национального спасения во главе с Ионом Илиеску. Выборы были назначены на май 1990 года.

### Албания
Албания не входила в просоветский блок и сохраняла весьма специфическое, можно сказать, изолированное положение по отношению к другим странам, однако революции в Восточной Европе дали толчок к всплескам недовольства среди албанцев. Политические реформы и смена власти в Албании произошли в 1991 году.

## События в СССР

### Прибалтика и Закавказье

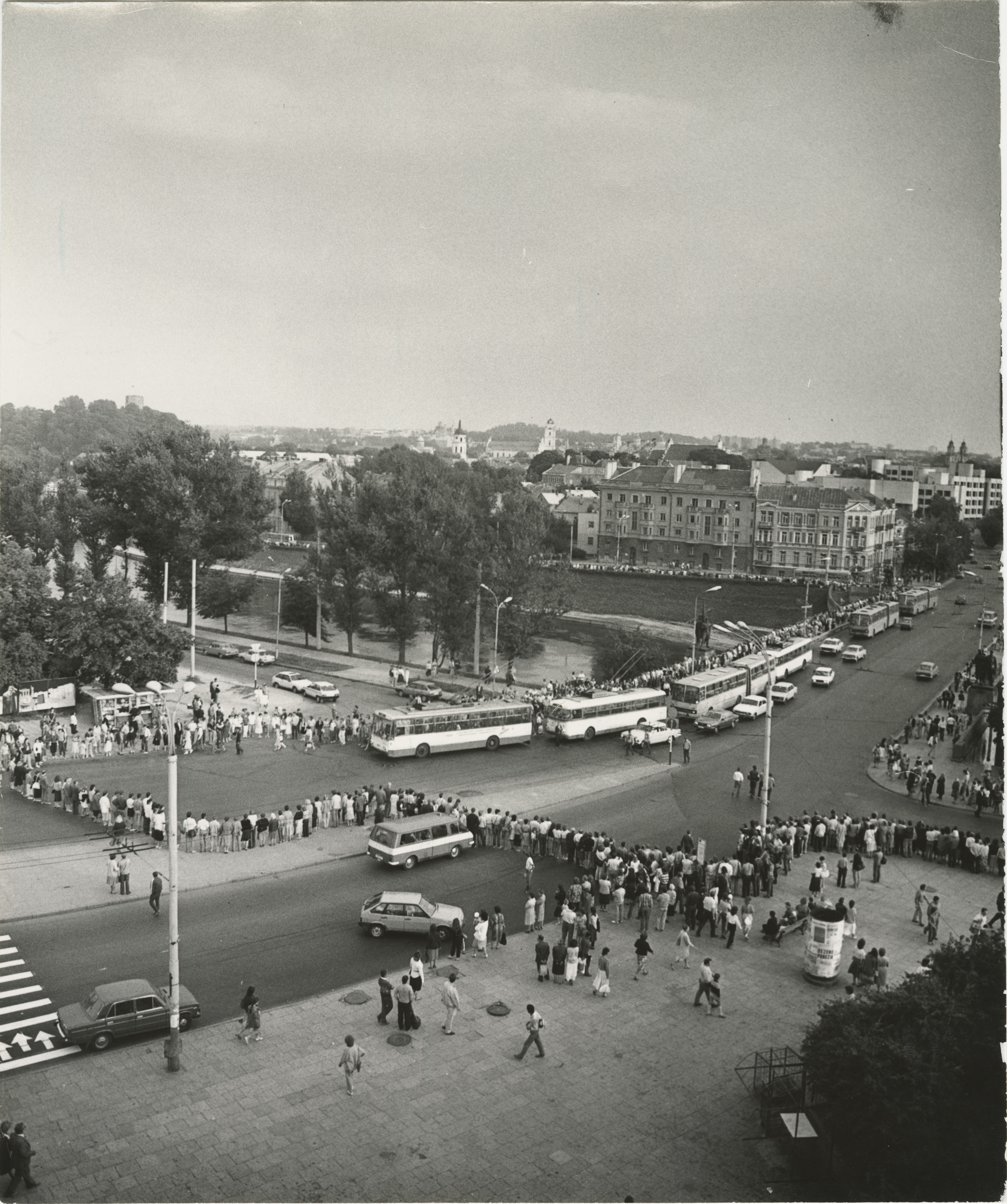
Участники Балтийского пути в Вильнюсе

Серия мирных акций протеста прошла в республиках Прибалтики (Эстонии, Латвии и в меньшей степени — в Литве) начиная с 1987 года вплоть до распада СССР. Их основной целью было восстановление государственного суверенитета прибалтийских республик.
Важной народной акцией стала живая цепь из людей длиной 600 км (Таллин — Рига — Вильнюс), выстроившаяся 23 августа 1989 года и получившая название «Балтийский путь».
4 апреля 1989 под руководством лидеров грузинского национального движения во главе с Звиадом Гамсахурдиа, Мерабом Костава, Ираклием Церетели и Георгием Чантурия в Тбилиси начался бессрочный митинг.
В ночь с 8 на 9 апреля митинг был оцеплен войсками и милицией. Митингующие начали покидать площадь, но почти все выходы с площади были перекрыты автотранспортом, то есть пути эвакуации были резко ограничены, в результате чего возникла паника и массовая давка. В ходе вытеснения демонстрантов 16 участников митинга погибли на месте происшествия, а трое вскоре скончались в больнице. Как установила судебно-медицинская комиссия, причиной смерти всех, кроме одного, погибших являлась асфиксия в результате сдавливания грудной клетки в толпе.
С трагических событий 9 апреля начался процесс консолидации грузинского общества вокруг идей национальной независимости, восстановления грузинской государственности. Уже на следующий день после разгона митинга в знак протеста против разгона город Тбилиси и остальная Грузия начали забастовку, был объявлен национальный 40-дневный траур. Жители города начали в массовом количестве возлагать цветы на место гибели демонстрантов. В Грузии было объявлено чрезвычайное положение, но демонстрации протеста продолжались.
В июле 1989 года в Азербайджане сформировалась политическая организация Народный фронт Азербайджана (НФА), ставший во главе азербайджанского национального движения.
В конце декабря 1989 года сложная ситуация образовалась на советско-иранской границе на территории Нахичеванской АССР. В период с 4 по 19 декабря жителями автономии и приезжими из других азербайджанских городов проводились массовые выходы на границу, сопровождавшиеся разрушениями инженерных сооружений. Одномоментно с этим, части Советской армии стали насильственно выдворяться за пределы Нахичеванской АССР.
29 декабря в Джалилабаде активисты Народного фронта захватили здание горкома партии, при этом десятки людей были ранены.
Обострение обстановки в районах, затронуло и столицу республики — Баку. 3-4 января 1990 года на пригородных трассах и главных магистралях Баку появились первые пикеты и митинги Народного фронта Азербайджана, численность которых в дальнейшем стала стремительно расти. 17 — 19 января перед зданием ЦК Компартии Азербайджана проходил многотысячный митинг с попытками захвата здания ЦК, отражённых без применения оружия и спецсредств личным составом подразделений внутренних войск. Опасаясь ввода регулярных воинских подразделений, в ответ на попытки штурма здания ЦК активисты Народного фронта Азербайджана начали блокаду военных объектов Баку.
В ночь на 20 января 1990 года советская армия начала штурм Баку с целью разгрома Народного фронта и спасения власти Коммунистической партии в Азербайджане.
25 января суда, блокирующие бакинскую бухту, были захвачены военно-морским десантом ВМФ СССР. Несколько дней сопротивление продолжалось в Нахичевани, но вскоре и здесь сопротивление Народного фронта было подавлено.

### УССР
2 октября 1990 года, в Украине началась кампания широкомасштабных акций ненасильственного гражданского неповиновения, организованная украинской молодежью, преимущественно студентами.
Протесты продолжались с 2 по 17 октября 1990 года в Украине, самым заметным элементом протестов была студенческая голодовка на площади Октябрьской революции в Киеве (нынешнем Майдане Независимости). Протесты завершились подписанием постановления Верховной Рады УССР, которое гарантировало выполнение требований протестующих: недопущение подписания нового союзного договора; перевыборы Верховной Рады УССР на многопартийной основе не позже весны 1991 года; возвращение на территорию УССР украинских солдат, а также обеспечения прохождения военной службы юношами-украинцами исключительно на территории республики; национализация имущества Компартии Украины и ЛКСМУ отставка председателя Совета Министров УССР Виталия Масола.
Революция на граните стала одной из причин обретения Украиной независимости в 1991 году.

### РСФСР
Как демократическую революцию некоторые исследователи характеризуют события 1989—1991 г.г в Советском Союзе. У этой демократической революции было несколько этапов.
Предреволюционный период связан с приходом Горбачева в руководство КПСС и объявления им курса перестройки в 1985 году. Активная же фаза мирной революции началась избирательной кампанией и выборами народных депутатов СССР в 1989 году, созданием Межрегиональной депутатской группы (МДГ), ее огромной просветительской работой. Закончилась демократическая революция победой объединенных демократических сил над реваншистами ГКЧП 22 августа 1991 года. Символическим шагом стало провозглашение триколора новым флагом Российской Федерации.
Процесс развала советской власти происходил стихийно — он не был управляем, это была народная революция. Недовольство, постепенно нарастая, охватило все слои населения, партия это понимала, сложилась классическая предреволюционная ситуация, когда «верхи не могут, низы не хотят».
Тогда тысячи и тысячи людей оказались вовлечены в политические дискуссии. Они смогли выбирать то, что им ближе, — развитие страны по новому, демократическому пути или сохранение прежнего, тоталитарного курса. Например, в марте 1988 года появилась знаменитая статья Нины Андреевой в «Советской России», обвинившей политику перестройки в предательстве. Те, кто выступал против возврата к тоталитаризму, приводили факты о жертвах сталинского периода, появилось общество «Мемориал» (1988 год).
Отличительной особенностью того времени было то, что объединение людей происходило стихийно, нецентрализованно, — свои локальные лидеры демократического толка появились буквально во всех республиках и регионах. Общие тезисы были у всех одинаковые: отмена 6-й статьи Конституции (в которой говорилось о главенстве КПСС), выборная демократия — народ контролирует власть.
Следующим логичным шагом было бы создание единой политической организации, и ядром такой структуры в 1988 году стало Московское объединение избирателей (МОИ), куда вошло большинство столичных демократических групп. Фактически лозунг был один — против монополии КПСС на власть.
МОИ приняло для себя решение поддерживать кандидатов на выборы народных депутатов СССР весной 1989 года, самым тесным образом сотрудничало с МДГ, прежде всего с Ельциным, Сахаровым, Поповым, Афанасьевым.
В июне 1989 года с образованием МДГ в СССР возникает легальная оппозиция. МДГ была учреждена в Московском Доме Кино, где и проходили ее собрания в дальнейшем. Была выработана программа МДГ и избраны пять сопредседателей: Борис Ельцин, Гавриил Попов, Андрей Сахаров, Виктор Пальм (академик из Эстонии) и Юрий Афанасьев. Члены МДГ выступали за демократические преобразования и реформы.
Летом 1989 года в СССР в условиях проводимой в стране Перестройки поднялась волна открытого многотысячного забастовочного движения. В июле 1989 года массовые забастовки начались в шахтерских регионах — Кузбассе, Донбассе, Карагандинском бассейне.
Осенью 1989 г. состоялся II Съезд народных депутатов СССР. На нём радикальное меньшинство, которое после смерти в дни Съезда Сахарова возглавил Ельцин, требовало отмены статьи 6 Конституции СССР, в которой указывалось, что «КПСС является руководящей и направляющей силой» в государстве. В свою очередь консервативное большинство указывало на дестабилизирующие дезинтеграционные процессы в СССР и, следовательно, на необходимость усиления полномочий центра (группа «Союз»).
На II Съезде народных депутатов СССР, который открылся 12 декабря 1989 года, 6-я статья вызвала бурную полемику. Перед открытием Съезда МДГ обратилась с призывом к всеобщей политической забастовке в поддержку требований об отмене 6-й статьи. На первом утреннем заседании выступил Андрей Дмитриевич Сахаров с требованием включить в повестку дня вопрос о 6-й статье Конституции.
Но большинство на Съезде отказалось включить вопрос в повестку дня. Михаилу Горбачеву удалось уговорить депутатов вообще не обсуждать вопрос о 6-й статье Конституции.
В конце 1989 года по стране прокатилась волна митингов с требованием не повышать цены. Михаил Горбачёв, неоднократно обещавший, что цены в СССР останутся на прежнем уровне, дистанцировался от правительственной программы. Верховный Совет СССР отложил осуществление реформы, предложив Правительству доработать её концепцию. К началу 1990 года в стране уже была катострафическая ситуация.
Следующий 1990 год стал началом массовых народных митингов в СССР. Только в феврале того года по стране прокатились демонстрации в 77 регионах, которые собрали сотни тысяч людей.
4 февраля 1990 года от 300 тысяч до полумиллиона москвичей вышли на площадь 50-летия Октября (ныне Манежная) с требованием отменить 6-ю статью брежневской Конституции, закрепляющую «руководящую роль КПСС».
Выступавшие демократические лидеры, публицисты говорили о необходимости серьезных перемен. Центральной темой митинга стал назначенный на 5 февраля Пленум ЦК КПСС. На митинге выступило около 30 человек: народные депутаты СССР, московские кандидаты в депутаты, представители общественности, в том числе: Юрий Афанасьев, Евгений Евтушенко, Тельман Гдлян, Галина Старовойтова, Глеб Якунин, Андрей Исаев, Олег Румянцев, Владимир Лысенко. Среди ораторов — будущий первый президент РФ Борис Ельцин. Выступавший на митинге Юрий Афанасьев провозгласил начало мирной революции: «Мы этот митинг должны рассматривать как митинг-приглашение к всесоюзному митингу 25 февраля… Мы должны потребовать проведения „круглого стола“… Да здравствует начавшаяся мирная, ненасильственная февральская 1990 года революция!».
С весны 1917 года столица не видела таких народных выступлений. Согласно сообщению ТАСС, в манифестации приняло участие 200.000 человек. По оценкам организаторов — полмиллиона, то есть 10 — 12 % взрослого населения столицы.
Руководство страны дрогнуло. Уже на следующий день состоялся расширенный Пленум ЦК КПСС, на котором Горбачев выступил с компромиссным предложением: учредить пост президента СССР (предполагалось, что этот пост займет он сам), отменить 6-ю статью о руководящей роли КПСС и ввести многопартийность. Практически все, выступавшие на том пленуме, негативно отнеслись к предложению генсека об отмене 6-й статьи. Более того — в самых резких тонах клеймили «так называемых демократов», говорили о дискредитации партии и социализма и были настроены весьма решительно. Но в итоге все участники пленума проголосовали единодушно за введение поста союзного президента и за отмену монополии КПСС на власть.
Через три дня после митинга, 7 февраля, расширенный пленум ЦК КПСС принял решение отменить 6-ю статью Конституции и разрешил многопартийность. Никогда после власть так оперативно не реагировала на требования «улицы».
Спустя три недели после первого митинга состоялся второй — 25 февраля 1990-го, такой же по массовости и лозунгам, но он фактически был предвыборный: 4 марта должны были состояться выборы народных депутатов РСФСР.
В марте 1990 года, на III съезде народных депутатов 6-я статья Конституции была отменена. 15 марта 1990 года М. С. Горбачёв был избран Президентом СССР. Пост Президента СССР сменил пост Председателя президиума Верховного Совета СССР в качестве главы государства, оставив второму лишь функции руководителя законодательной власти страны, но не руководителя самого государства.
На весну 1990 года были назначены выборы народных депутатов РСФСР. Поскольку времени на полноценную организацию и регистрацию политической партии не хватало, МОИ написало программу для демократических кандидатов в депутаты. В программе были сформулированы основные положения — институт частной собственности, разделение властей и др. Программу мы опубликовали в журнале «Огонек» и предложили демократическим кандидатам из регионов поддержать ее. После этого, в феврале 1990 года, в Москве, во Дворце молодежи, состоялась конференция, на которой эта программа была утверждена, и был создан блок кандидатов в депутаты РСФСР под названием «Демократическая Россия».
Кандидаты блока получили достаточно большое число мандатов, и в итоге в парламенте РСФСР оказались два политических полюса — КПСС и «ДемРоссия». Кульминационным стал момент выборов председателя Верховного совета РСФСР 29 мая 1990 года. Они состоялись только с третьей попытки — с первых двух ни одному из кандидатов не удавалось преодолеть 50%-ный барьер. Председателем Верховного Совета был избран Борис Ельцин, и это стало одной из критических точек крушения советского режима.
12 июня 1990 г. 907 голосами «за» при всего 13 голосах «против» Съезд народных депутатов РСФСР принял «Декларацию о государственном суверенитете РСФСР». Это положило начало «войне законов» между РСФСР и союзным Центром. Вслед за РСФСР декларации о суверенитете приняли Узбекистан, Молдова, Украина и Белоруссия. О своём суверенитете объявляли также республики, входившие в состав других республик.
12 июля на XXVIII съезде КПСС Ельцин выступил с критикой партии и её лидера Горбачева и объявил о своем выходе из КПСС.
11 июля 1990 года в СССР прошла первая Всесоюзная политическая забастовка шахтеров с требованием отставки правительства Рыжкова. В забастовке участвовало до полумиллиона рабочих. С предприятий начался вывод комитетов КПСС.
Следующим шагом было создание движения «Демократическая Россия». Его учредительный съезд состоялся 20-21 октября 1990 года, в Москве в кинотеатре «Россия» (сейчас «Пушкинский»). В съезде участвовало более 1300 делегатов из 71 региона, которые представляли практически всю палитру демократических сил того времени.

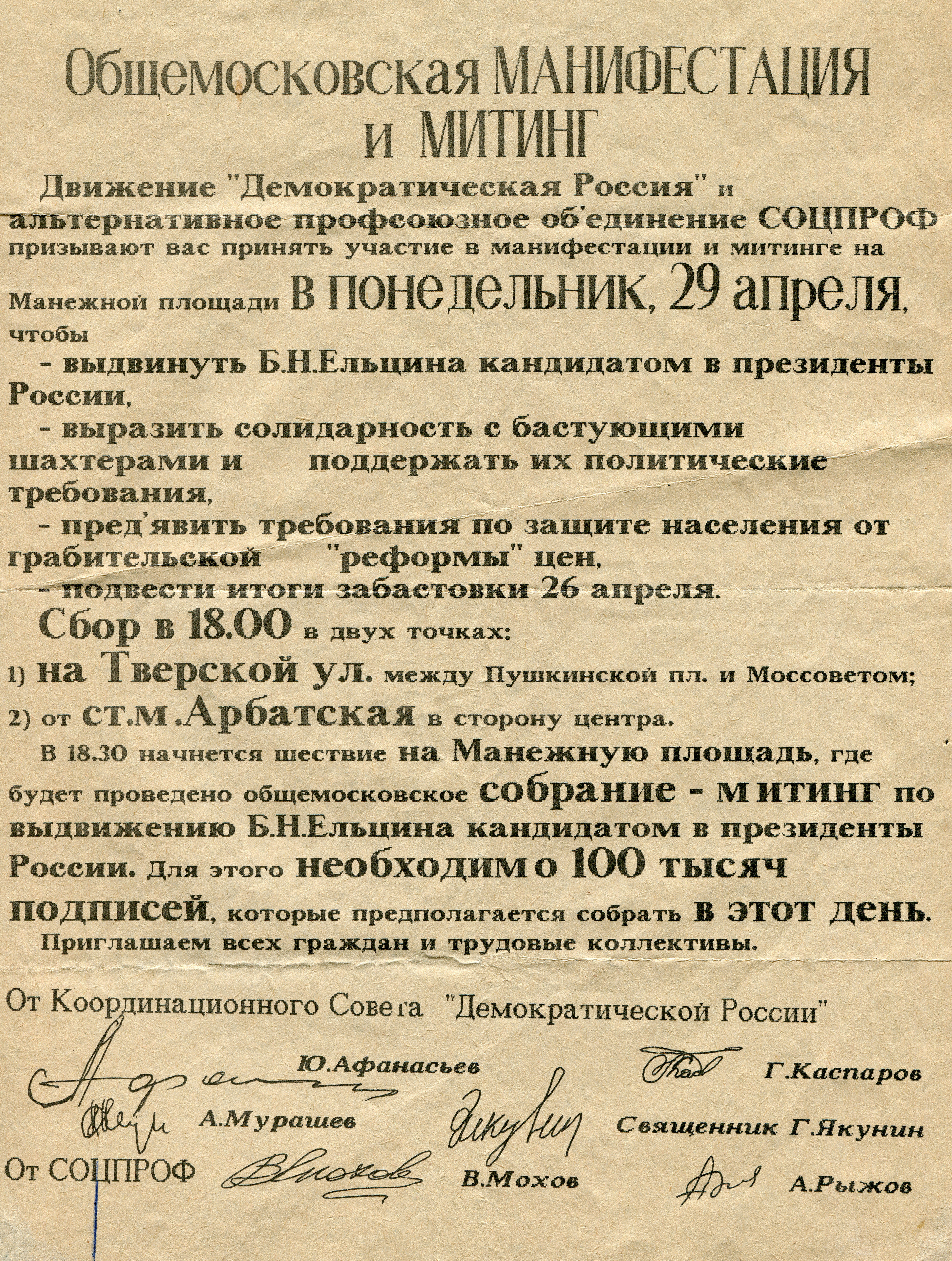
Листовка движения «Демократическая Россия». 1991 год.

В процессе развала СССР Политбюро ЦК КПСС несколько раз пыталось силой, применяя оружие против мирных граждан, остановить этот процесс (Тбилиси, апрель 1989 г.; Баку, январь 1990 г.; Вильнюс, январь 1991 г.) По каждому из событий МОИ и «ДемРоссия» выступали с требованием остановить применение армии. Если бы не было таких неоднократных выходов сотен тысяч москвичей, инициированных МОИ и «ДемРоссией», не исключено, что развал Советского Союза мог бы произойти так же кроваво, как и распад Югославии. Политбюро встречало сопротивление со стороны москвичей и останавливалось. В феврале 1990-го и в марте 1991 года в Москву вводилась бронетехника для разгона многотысячных манифестаций в поддержку действий российского парламента. В марте 1991 года депутаты России отказались заседать среди войск и встали живой цепью между армией и народом, остановив возможное кровопролитие.
1 марта 1991 года с забастовки шахтеров Донбасса началась Всесоюзная забастовка шахтеров. К бастующим присоединились горняки Кузбасса, к концу марта к ним присоединились шахтеры более 200 шахт различных угольных бассейнов страны. По данным Независимого профсоюза горняков, число бастующих предприятий достигло 217 — более трети от общего количества. Численность самих бастующих превысила четверть миллиона человек. Горняки выдвинули политические требования: отставка Президента СССР М. Горбачева и Кабинета Министров СССР, отстранения КПСС от власти, передачи власти Совету Федерации, поддержка Ельцина, Верховного совета РСФСР и дальнейших реформ. Глава советского правительства В. Павлов назвал шахтёрскую забастовку провокацией, которую организовали американские спецслужбы для крушения коммунистического строя. Кроме отставки Горбачева и союзного Кабинета министров, бастующие требовали восстановления частной собственности на землю, выборов на основе реальной многопартийности, департизации предприятий. В апреле 1991 г. общее число бастовавших превысило 1 млн человек. Забастовки прекратились только после того как власти согласились перевести часть предприятий в республиканскую юрисдикцию с прекращением перечисления прибыли в союзный бюджет. Общесоюзная забастовка шахтёров, а так же металлургов, железнодорожников, рабочих других отраслей, продолжалась до мая.
На III Съезде народных депутатов РСФСР Ельциным была сформулированная идея "круглого стола". Однако как он представлял себе этот "круглый стол" - сказать было трудно. Ясно только, что Председатель ВС РСФСР был намерен устраивать "круглый стол" не со своими оппонентами - российскими коммунистами, а с Горбачевым и Павловым.
Идею "круглого стола" активно поддержала "большая тройка малых партий" - Демократическая, Социал-демократическая и Республиканская партии. 8 апреля от имени двух последних в приемную Горбачева была направлена телефонограмма с предложением 10 мая провести "круглый стол". Лидер социал-демократов Олег Румянцев считал, что "круглый стол" мог бы взять на себя властные полномочия президента, Совета Федерации и Верховного Совета разом, однако конституционность такой явно революционной задумки выглядела весьма сомнительной.
Едва ли для Горбачева был приемлем вариант, при котором ему уготована участь в лучшем случае стать младшим партнером в правительственной коалиции, а в худшем - войти в своего рода ликвидационную комиссию. У него были веские основания предположить, что "ельцинисты" перешли от лобовой атаки к тактике "удушения в объятиях". В начале апреля 1991 года Горбачёв созвал Совет Безопасности, все его члены, высказались за то, что президенту не следует с этим соглашаться. Переговоры с представителями различных политических сил целесообразно организовать через диалог между партиями, без включения в это президентских или иных официальных государственных структур. Предложение сесть за круглый стол с демократами Горбачёв не поддержал.
К весне 1991 года стало очевидным — руководство СССР потеряли контроль над происходящим в стране. Общесоюзные и республиканские власти продолжали бороться за разграничение полномочий между Центром и республиками — каждые в свою пользу. В январе 1991 года Горбачёв, стремясь сохранить СССР, инициировал всесоюзный референдум 17 марта 1991 года. Всего на общесоюзный референдум 17 марта 1991 года пришли 80 % граждан, имеющих право принимать в нём участие. Из них 76,4 % ответили на вопрос референдума положительно, 21,7 % — отрицательно. В РСФСР 71,3 % проголосовавших высказались за сохранение Союза в формулировке, предложенной Горбачёвым, и почти столько же — 70 % — поддержали введение должности президента России. IV Съезд народных депутатов РСФСР, прошедший в мае 1991 года, принял решение о выборах президента в сжатые сроки. Выборы состоялись 12 июня того же года. 57,3 % избирателей отдали свои голоса в пользу кандидатуры Б. Н. Ельцина. За ним шёл Н. И. Рыжков с 16,8 %, а на третьем месте был В. В. Жириновский с 7,8 %. Ельцин стал всенародно избранным президентом России, и это упрочило его авторитет и популярность в народе. Горбачёв, в свою очередь, терял и то, и другое, подвергаясь критике и «справа», и «слева».
Горбачев пошел на определенные уступки демократам: совместными усилиями готовились документы по созданию Союза Суверенных Государств вместо унитарного Советского Союза. 23 апреля 1991 в Ново-Огарëво начались переговоры между Президентом СССР и главами союзных республик. Новый Союзный договор должен был быть подписан 20 августа 1991 г. в Москве.
Однако подписанию договора помешали события августа 1991 года.
В августе 1991 года Горбачёв отправился в отпуск на правительственную дачу в Форосе. Этим воспользовались члены консервативной оппозиции КПСС. К ним относились: вице-президент СССР Янаев; министр обороны Язов; премьер-министр Павлов;
министр внутренних дел Пуго; глава КГБ Крючков.
18 августа 1991 года был организован государственный переворот, ставивший перед собой цель предотвратить распад СССР. 19 августа рано утром консерваторы перешли к активным действиям. Они создали Государственный комитет по чрезвычайному положению (ГКЧП). Главенство взял на себя Янаев. Затем члены ГКЧП объявили, что у Горбачёва резко ухудшилось здоровье, поэтому он не может выполнять свои обязанности Президента СССР. ГКЧП вразрез с Конституцией взял власть в свои руки. Были предприняты следующие действия в отдельных районах страны:
- введено чрезвычайное положение;
- работа некоторых партий и движений приостановлена;
- структуры власти расформированы;
- над СМИ устанавливался жесткий контроль;
- полностью запрещены любые собрания, особенно митинги и демонстрации;
- в Москву введены части армии.

Танки на Красной площади во время путча 1991 года.

Предпринятая Государственным комитетом по чрезвычайному положению (ГКЧП) 19 августа 1991 года попытка остановить распад СССР, объявив чрезвычайное положение в Москве и ряде регионов и не допустить подписания договора о Союзе суверенных государств стала прелюдией к свержению власти КПСС и распаду СССР. В Москву утром 19 августа были введены войска и танки. Руководство РСФСР во главе с Президентом РСФСР Ельциным призвало граждан России к сопротивлению ГКЧП и всеобщей политической забастовке. В Москве начались митинги, демонстрации возле Кремля, Белого лома, Моссовета. Вокруг Белого дома, в котором находилось руководство РСФСР во главе с президентом Ельциным москвичи начали возводить баррикады, создавать ополчение. 20 августа в Москве, Ленинграде и других городах страны прошли многотысячные митинги протеста против ГКЧП и чрезвычайного положения, начались забастовки шахтёров в Кузбассе, Воркуте, Североуральске, забастовки рабочих в других регионах. На вечернем заседании ГКЧП его участники констатируют, что события в стране развиваются не в пользу комитета, поэтому был подготовлен проект указа и. о. Президента СССР Геннадия Ивановича Янаева о введении прямого президентского правления в ряде регионов СССР: Прибалтике, Молдове, Армении, Грузии, в западных областях Украины, в Ленинграде и Свердловской области, а также принято решение подготовить предложения по составу уполномоченных ГКЧП, которые могут быть направлены на места для осуществления политической линии нового советского руководств. 20-е августа прошло в манёврах: каждая сторона стремилась мобилизовать себе максимальную поддержку в регионах и в силовых структурах. Одновременно шло пропагандистское сражение. В ночь на 21-е августа у ГКЧП, оставался последний шанс — штурмом захватить «Белый дом» и подавить сопротивление сторонников российского президента. Была сформирована ударная группа из трёх танковых рот, войск МВД, десантных частей и спецназа КГБ, утверждён план операции. Первыми должны были выступить танки. Планировалось, что они сделают несколько выстрелов в сторону Дома Советов и проделают бреши в баррикадах. Силами внутренних войск и спецназа КГБ «Альфа» используя тактику «клином» планировалось ворваться на территорию Белого Дома. Непосредственно бойцы «Альфы» провели бы арест ельцинского руководства. Но письменного решения о проведении операции издано не было. Боевые подразделения заняли позиции и прождали до утра, но приказ на штурм так и не поступил. Члены ГКЧП не решились отдать письменный приказ на штурм, карательная операции провалилась. Военные отказались выполнять приказы ГКЧП, утром 21-го августа начался вывод войск из Москвы в места постоянной дислокации. Главари ГКЧП вылетели в Крым к интернированному там Горбачёву. Вечером их арестовали, Горбачев был возвращён в Москву.
22 августа 1991 года члены ГКЧП были арестованы, а руководство РСФСР, президент Ельцин и Верховный Совет РСФСР одерживают победу.
22 августа было объявлено о разгроме ГКЧП. Эти дни были кульминацией народной революции 1989—1991 годов, ее победой.

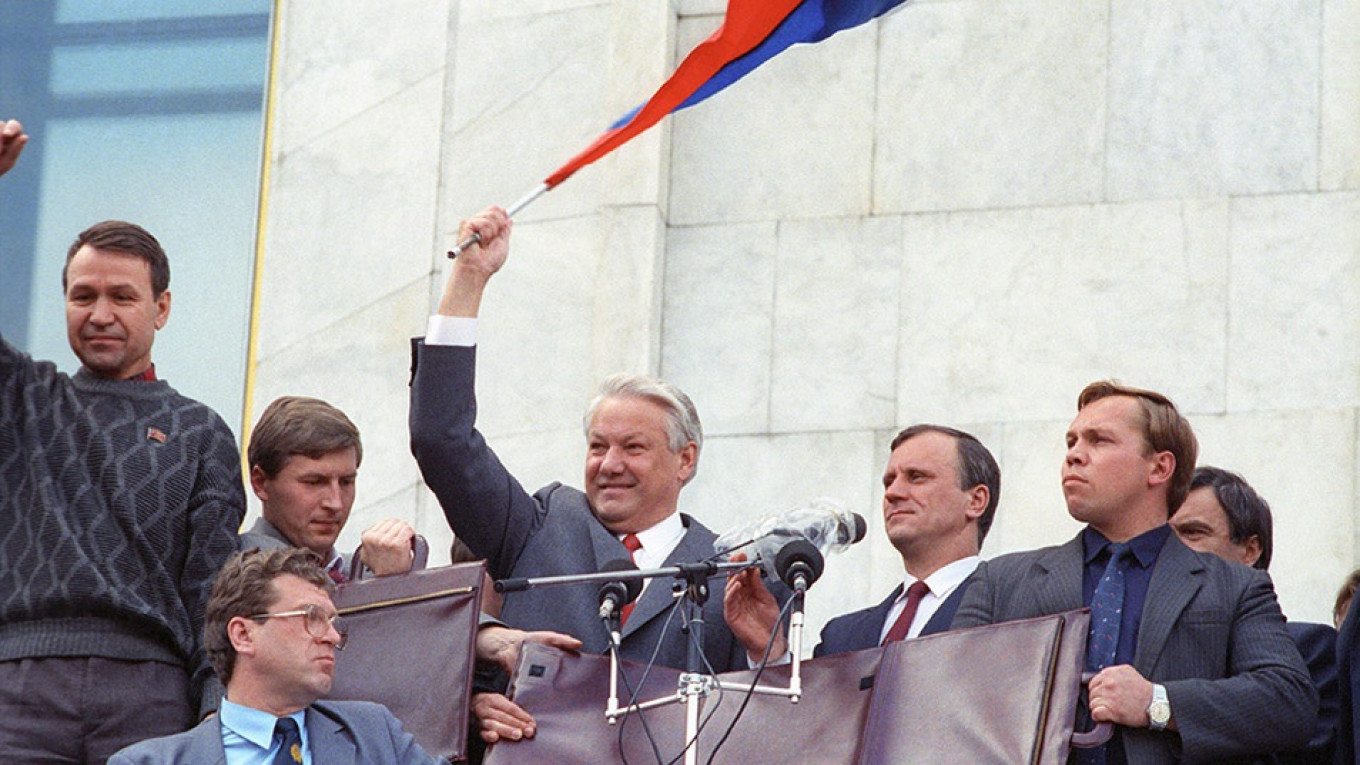
Борис Ельцин после поражения ГКЧП. 22 августа

Вернувшийся из Фороса Президент СССР М. С. Горбачев фактически лишился реальной власти, политическая инициатива была теперь полностью была в руках Ельцина и российского руководства. Горбачев ушел в отставку с поста Генсека ЦК КПСС, деятельность КПСС была приостановлена, а затем запрещена, было распущено правительство СССР, начались радикальные перемены в вооружённых силах, а также началось реформирование КГБ для окончательной замены органа на службы разведки и контрразведки. Вместо консерваторов главные министерства возглавили либерально настроенные деятели.
Неудавшийся верхушечный переворот плавно перешел в массовую демократическую революцию снизу. Началось триумфальное шествие новой власти. В городах и в провинции проходит волна митингов, демонтажа памятников и других символов «советского» прошлого, отставок, реорганизаций органов власти, роспуска организаций КПСС и опечатывания их зданий.
Чего удалось добиться членам ГКЧП, так это то, что подписание договора так и не состоялось, главы республик один за другим стали объявлять о выходе из СССР. Ещё до 1 сентября 1991 года независимыми стали следующие государства:
- Украина;
- Узбекистан;
- Молдова;
- Литва;
- Эстония;
- Азербайджан;
- Кыргызстан;
- Латвия;
- Беларусь.

Горбачёв не мог ничего с этим поделать. Он уже не влиял на ситуацию.
Следующим шагом стала замена общесоюзных органов. В начале сентября был распущен Съезд народных депутатов СССР и ВС СССР, действие Конституции СССР было приостановлено и объявлен переходный период до принятия новой Конституции и выборов новых органов власти, были созданы временные межреспубликанские органы власти. Временным органом власти стал Государственный совет СССР. В его работе совместно участвовали президент Советского союза и главы союзных республик. В ноябре была запрещена КПСС, из бюджета РСФСР было прекращено финансирование центральных союзных органов власти, упразднены 70 министерств и ведомств СССР, уволены тысячи союзных чиновников.
Горбачёв всеми силами стремился возобновить ново-огарёвский процесс, составляя ещё один (но не сильно отличавшийся от прежнего) вариант Союзного договора. Однако ни с авторитетом Президента СССР Горбачёва, ни с союзными структурами больше никто не считался. Каждая республика была в значительно большей степени озабочена собственными проблемами. РСФСР и Украина блокировали подписание Союзного договора в самый последний момент. К концу ноября ново-огарëвский процесс зашёл в тупик.
8 декабря 1991 года в Беловежской пуще встретились лидеры России, Украины и Белоруссии для подписания соглашения о роспуске СССР. Ельцин, Кравчук и Шушкевич главы России, Украины и Беларуси подписали Беловежские соглашения. Помимо роспуска СССР эти соглашения предусматривали создание Содружества независимых государств (СНГ). До конца 1991 года к соглашениям присоединились почти все бывшие республики. Исключением стали Латвия, Литва, Эстония и Грузия.
25 декабря 1991 года Президент СССР М. С. Горбачев уходит в отставку, сложив свои полномочия. Вечером того же дня красный флаг над 1-м корпусом Московского Кремля был спущен. Его место занял российский флаг. СССР окончательно прекратил своё существование.
Предполагалось, что политика перестройки, которую проводило партийное руководство, улучшит советский строй. Программа подразумевала лишь демократизацию сфер жизни общества. На деле всё закончилось распадом сверхдержавы. Вместо СССР образовалось 15 новых независимых государств — Россия, Украина, Казахстан, Беларусь и др. Первый президент РСФСР Борис Ельцин стал главой нового независимого государства — России (Российской Федерации). В России с конца 1991 года начались демократические преобразования и либеральные экономические реформы, переход от социализма к капитализму.

## Протесты в Китае
События на площади Тяньаньмэнь — серия антиправительственных выступлений в Китайской Народной Республике в апреле-июне 1989 года, которые были вызваны отсутствием общественно-политической демократизации и монополией на власть Коммунистической партии Китая (КПК) при активной либерализации экономической жизни страны. Немалую роль в формировании недовольства политикой правительства играла информация о перестройке в СССР и переменах в странах социалистического лагеря.
Основные выступления проходили на площади Тяньаньмэнь в Пекине с 27 апреля по 4 июня 1989 года. Протестующие разбили палаточный лагерь на площади, традиционно используемой как место массовых протестов против властей, и оставались в нём более месяца.
15 апреля 1989 года, в день смерти бывшего генерального секретаря ЦК КПК Ху Яобана (1915—1989), сторонника демократизации, сотни пекинских студентов собрались в кампусах университетов и на центральной площади Пекина Тяньаньмэнь, чтобы почтить его память. 23 апреля было объявлено о создании Независимого союза студентов Пекина, выступившего за всеобщую стачку в университетах. Студенты требовали демократизации политической жизни, свободы СМИ и борьбы с коррупцией в партии. 26 апреля с одобрения председателя Центрального военного совета КНР Дэн Сяопина студентов заклеймили в партийной прессе как контрреволюционеров. Однако в начале мая генеральный секретарь ЦК КПК Чжао Цзыян охарактеризовал студенческое движение как патриотическое и предложил митингующим вступить в диалог.
13 мая около 300 тысяч протестующих объявили о начале голодовки на площади Тяньаньмэнь, требуя официального признания справедливости их требований. К протестующим присоединились рабочие (19 мая было объявлено об учреждении Независимой ассоциации пекинских рабочих, поддержавшей протесты), члены низовых партийных и комсомольских организаций и др. Манифестации охватили свыше 400 городов Китая.
19 мая Чжао Цзыян выступил перед толпой, призывая демонстрантов разойтись. Его речь была выдержана в примирительном и даже извиняющемся тоне. Он едва ли не со слезами на глазах призывал закончить митинг. На следующий день Чжао Цзыяна отправили под домашний арест и отрешили от должности. "Силовая" линия победила окончательно.

«Неизвестный бунтарь» встал перед танковой колонной, вынудив её остановиться

После того как участники протестов неоднократно отказались подчиниться призывам правительства разойтись, 20 мая в городе было введено военное положение. В конце месяца было принято принципиальное решение разогнать протестующих силой. Утром 3 июня невооружённые части НОАК пытались войти на площадь, но были отброшены, поздно вечером того же дня в Пекин вошли армейские подразделения с танками, которые встретили сопротивление, доходящее до открытых вооружённых столкновений, в результате 15 танков и бронетранспортёров так или иначе были повреждены или сожжены.
4 июня солдаты, вооружённые автоматами, открыли беглый огонь по демонстрантам, без разбора и предупреждения. Волнения были подавлены. В Шанхае выступления продолжались до 7 июня, возглавлявший горком КПК Цзян Цзэминь сумел взять ситуацию под контроль, не прибегая к насилию. В Чэнду протесты были подавлены войсками 5-6 июня. В результате столкновений в центре Пекина погибли не только студенты и военные, но и другие жители Китая. Точное число жертв до сих пор вызывает споры.
Официально было объявлено о 241 погибшем и семи тысяч раненых. По другим оценкам, число жертв составило до тысячи человек. После подавления протестов последовали аресты (более 1,5 тысяч человек; восемь человек были приговорены к расстрелу); многие участники выступлений были лишены китайского гражданства и высланы.
Западные страны во главе с США обвинили Китай в расправе над мирными протестующими, в тоталитаризме и других преступлениях. На КНР был наложен целый ряд санкций, которые, однако, не продержались долго — сотрудничество с Китаем было слишком выгодным для Запада, чтобы полностью отказаться от него в угоду политике.
В китайском руководстве по итогам событий на Тяньаньмэнь произошли серьёзные изменения. Сторонник либеральной линии, выступавший против применения силы, Чжао Цзыян был смещён с поста Генсека ЦК КПК, а затем помещëн под домашний арест. На смену ему пришёл Цзян Цзэминь, поддержанный Дэн Сяопином.

## Монгольская демократическая революция
Демократическая революция (монг. Ардчилсан хувьсгал) в Монгольской народной республике в 1990 году началась с ряда митингов и демонстраций в Улан-Баторе и окончилась отставкой правительства МНРП, введением многопартийных выборов и принятием новой конституции. Революция носила исключительно мирный характер.
4 марта 1990 г. нараставшее недовольство медленным ходом реформ вылилось в массовый 90-тысячный митинг, организованный Демократическим союзом на центральной площади Улан-Батора перед Домом правительства. Но его требования, обращенные к руководству МНРП, не были удовлетворены. В ответ на это 10 членов Главного координационного совета МДС объявили голодовку.
7 марта руководство МНРП, проявив взвешенный подход, предпочло путь переговоров с представителями демонстрантов. По итогам встречи генеральный секретарь ЦК МНРП, председатель Президиума ВНХ Ж. Батмунх объявил по национальному телевидению и радио об уходе в отставку ЦК МНРП в полном составе. Как генеральный секретарь, Ж. Батмунх полностью исключил силовой метод разрешения назревшего противостояния.
В марте 1990 г. состоялся VIII пленум ЦК МНРП, на котором члены политбюро подали в отставку. 21 марта генеральным секретарем ЦК был избран партийный работник Гомбожавин Очирбат. Кроме того, МНРП предложила отменить ст. 82 Конституции МНР, определявшую МНРП как управляющую и направляющую силу государства и общества. В мае 1990 г. на сессии ВНХ было закреплено решение МНРП об исключении ст. 82 из текста Конституции. На сессии ВНХ был принят закон о политических партиях и решение о проведении досрочных выборов в ВНХ и местные органы власти.
После Демократической революции 1990 года в Монголии 29 июля 1990 года были проведены первые свободные многопартийные выборы в двухпалатный парламент Монголии. На парламентских выборах 1990 года в Монголии партии баллотировались на 430 мест в Великом народном хурале.
В августе 1990 г. состоялись свободные демократические выборы на многопартийной основе, в результате чего были избраны депутаты ВНХ. Первый в истории Монголии президент Пунсалмаагийн Очирбат (делегат от МНРП) был избран не на всенародных выборах, а на сессии ВНХ.
В 1991 году Великий народный Хурал принял решение изменить название страны и, после вступления в силу новой конституции 12 февраля 1992 года, Монгольская Народная Республика (МНР) стала называться Монголией.
В ноябре 1991 года Великий народный хурал (парламент) начал обсуждение новой конституции, которая вступила в силу 12 февраля 1992 года. Помимо утверждения Монголии в качестве независимой суверенной республики и гарантии ряда прав и свобод, новая конституция реорганизовал законодательную ветвь власти, создав однопалатный законодательный орган - Великий Государственный Хурал (СГК).
Монгольская революция 1990 года была историческим событием, которое привело к концу советского влияния в Монголии и началу перехода к многопартийной демократии.

## Последствия
Приход к власти в странах Центральной и Восточной Европы проевропейских сил привел к разрушению сферы влияния СССР и резкому изменению баланса сил в Европе и в мире. На саммите на Мальте 3 декабря 1989 года лидеры США и СССР объявили об окончании Холодной войны. В июле 1990 года канцлер объединяющейся Германии Гельмут Коль обратился к Михаилу Горбачёву с предложениями снять возражения по вхождению объединённой Германии в НАТО в обмен на экономическую помощь. В ноябре 1990 года на саммите в Париже фактически было объявлено об окончании Холодной войны.
1 июля 1991 года на встрече в Праге была официально распущена Организация Варшавского договора. В том же месяце на саммите Джордж Буш — старший и Михаил Горбачёв объявили о советско-американском стратегическом партнёрстве. Президент США особенно отметил содействие СССР, оказанное во время войны в Персидском заливе.
Как впоследствии утверждал Михаил Горбачёв, согласие СССР на объединение Германии было дано в обмен на обещание, что страны Восточной Европы не будут включены в состав НАТО. Западные державы отвергают факт такого обещания: НАТО полагает, что никакие договорённости о нерасширении НАТО не могут стоять выше Устава НАТО, разрешающего включать в свой состав новых членов.